# Raji Rasaki
Raji Alagbe Rasaki (* 7. Jänner 1947) ist ein pensionierter Brigadegeneral der nigerianischen Armee, der zwischen 1986 und 1991 während der Militärregierung von General Ibrahim Babangida als Militärgouverneur der Bundesstaaten Ogun, Ondo und Lagos diente.

## Frühes Leben und Bildung
Raji Alagbe Rasaki wurde am 7. Januar 1947 in Ibadan, Nigeria, geboren. Seine Grundschulausbildung absolvierte er von 1955 bis 1960 an der Christ Apostolic Church Primary School in Ita-Olugbode, Ibadan. Von 1962 bis 1966 besuchte er die Nigerian Military School in Zaria. Anschließend trat er im September 1967 als Offiziersanwärter an die Nigerian Defense Academy ein und schloss diese im März 1970 ab. Anschließend wurde er zum Offizier der nigerianischen Armee ernannt. Er hatte viele Kommando- und Stabspositionen inne: Er war Adjutant des Lagos Garrison Signal Regiment (1970–71), Kommandierender Offizier des Second Signal Regiment, Kommandeur der Signal Support Brigade (1978–79), Kommandeur des Army Signal Corps, Kommandeur des Army Headquarters Garrison & Signal Group.

## Militärgouverneur
Raji Rasaki war von 1986 bis 1987 Militärgouverneur des Bundesstaates Ogun, bevor er 1988 in das wirtschaftliche Zentrum des Landes, den Bundesstaat Lagos, versetzt wurde. Bald darauf begann er mit der massiven Zerstörung illegaler Bauten, um den Bundesstaat von den Elendsvierteln zu befreien. Diese einmalige Aktion führte zur Wiederbelebung von Lagos und einem Boom auf dem Immobilienmarkt. Dies brachte ihm auch den Spitznamen „action governor“ (Aktionsgouverneur) ein, eine Verhöhnung seiner Selbstbezeichnung.
Als Mitglied des Militärrats erlangte er während des gescheiterten Putsches gegen das Regime von Ibrahim Babangida am 22. April 1990 landesweite Bekanntheit. Die Verschwörer unter der Führung des verstorbenen Majors Gideon Orkar hatten versucht, den damaligen Regierungssitz, die Dodan-Kaserne, zu überrennen und dabei Babangidas Adjutanten, Major U.K. Bello, zu töten. Der verstorbene Major Orkar hatte zahlreiche weitreichende Erklärungen abgegeben, darunter eine radikale Umstrukturierung der Föderation, die an die Abspaltung von fünf nördlichen Kernstaaten grenzte, bis der Putsch von Babangida-treuen Offizieren vereitelt wurde. Die erste entsprechende Erklärung kam vom damaligen Militärgouverneur des Bundesstaates Lagos, Oberst Raji Rasaki, der in einer Radioansprache erklärte, der Aufstand sei bereits eingedämmt.

## Spätere Karriere
Nach seinem Ausscheiden aus dem Militär im Jahr 1993 schrieb Rasaki mehrere Grundsatz-Dokumente und Memoiren. Darüber hinaus verfolgte er eine Karriere als Staatsmann und nahm an zahlreichen Konferenzen und Foren teil. Als Redner hielt er Vorträge im In- und Ausland. 2005 trat er der Nigerian Peoples Democratic Party (PDP) bei.
Im Jahr 2016 feierte er seinen 40. Hochzeitstag mit Senatorin Fatimat Olufunke Raji-Rasaki.